# Alex Désert
Alex Désert (New York, 18 luglio 1968) è un attore e musicista haitiano.
Conosciuto in Italia per l'interpretazione di Julio Mendes nel telefilm Flash e per il ruolo di "Jake Malinak" nella sitcom Becker, è la voce e uno dei fondatori della band third wave ska Hepcat.

## Filmografia

### Cinema
- Swingers, regia di Doug Liman (1996)
- Alta fedeltà (High Fidelity), regia di Stephen Frears (2000)
- Una fantastica e incredibile giornata da dimenticare (Alexander and the Terrible, Horrible, No Good, Very Bad Day), regia di Miguel Arteta (2014)

### Televisione
- TV 101 - serie TV, 17 episodi (1988-1989)
- Flash - serie TV, 22 episodi (1990-1991)
- The Heights - serie TV, 13 episodi (1992)
- Crescere, che fatica! (Boy Meets World) - serie TV, 16 episodi (1995-1996)
- Becker - serie TV, 129 episodi (1998-2004)
- Reno 911! - serie TV, episodio 5x12 (2008)
- Dr. House - Medical Division - serie TV, episodio 6x01 (2009)
- Let It Shine, regia di Paul Hoen - film TV (2012)
- Grey's Anatomy - serie TV, episodio 10x13 (2014)
- Mom - serie TV, episodio 1x19 (2014)
- Scandal - serie TV, episodio 4x05 (2014)
- Mia sorella è invisibile! (Invisible Sister), regia di Paul Hoen – film TV (2015)
- Better Things - serie TV, 5 episodi (2016-2019)
- The Flash - serie TV, episodi 3x01, 3x12 (2016-2017)
- Sing It! - serie TV, 10 episodi (2016)
- Better Call Saul - serie TV, episodio 2x01 (2016)
- Le regole del delitto perfetto (How to Get Away with Murder) – serie TV, episodio 3x05 (2016)
- C'era una volta (Once Upon a Time) - serie TV, episodio 6x18 (2017)
- Station 19 - serie TV, episodio 1x09 (2018)
- Freaky Friday, regia di Steve Carr – film TV (2018)
- Shameless - serie TV, episodio 10x03 (2019)
- Ragazze vincenti - La serie (A League of Their Own) – serie TV, 6 episodi (2022)
- Chicago Fire - serie TV, episodio 11x07 (2022)
- All Rise - serie TV, episodio 3x13 (2023)
- Fire Country - serie TV, episodio 2x06 (2024)

### Doppiaggio
- Wolverine and the X-Men - serie animata, voce di Nick Fury (2008)
- Avengers - I più potenti eroi della Terra (The Avengers: Earth's Mightiest Heroes)  - serie animata, voce di Nick Fury (2010-2012)
- The Stinky & Dirty Show - serie animata, 3 episodi (2017-2019)
- Mr. Pickles - serie animata, voce di Mr. Bojenkins (2018)
- I Simpson (The Simpsons) - serie animata, voce di Carl Carlson (2020-2025)

## Doppiatori italiani
Nelle versioni in italiano delle opere in cui ha recitato, Alex Désert è stato doppiato da:
- Roberto Draghetti in Alta fedeltà, Grey's Anatomy, Better Call Saul, Freaky Friday, Station 19
- Fabrizio Vidale in The Heights, Una fantastica e incredibile giornata da dimenticare, Ragazze vincenti - La serie
- Gianluca Machelli in Better Things (st. 3), All Rise
- Riccardo Niseem Onorato in Flash (ep. 1x01)
- Fabrizio Manfredi in Flash
- Andrea Ward in Crescere, che fatica!
- Maurizio Romano in Swingers
- Stefano Albertini in Becker
- Gianluca Crisafi in Dr. House - Medical Division
- Stefano Alessandroni in Let It Shine
- Fabrizio Odetto in Scandal
- Stefano Mondini in Mia sorella è invisibile!
- Paolo Macedonio in Better Things (ep. 1x02)
- Tony Sansone in Better Things (ep. 2x06)
- Alessandro Ballico in C'era una volta
- Enrico Di Troia in Fire Country

Da doppiatore è sostituito da:
- Ivo De Palma in Wolverine e gli X-Men
- Saverio Indrio in Avengers - I più potenti eroi della Terra
- Gianni Giuliano in Mr. Pickles
- Roberto Fidecaro in The Stinky & Dirty Show
- Enrico Di Troia ne I Simpson

## Incisioni

### Album
- (con Hepcat) Out of Nowhere, 1994
- (con Loved Ones) Better Do Right, 1994
- (con New York Ska Jazz Ensemble) New York Ska Jazz Ensemble, 1995
- (con Hepcat) Scientific, 1996
- Hellcat Records Present.. Give Them the Boot, 1997
- Ska Island, 1997
- (con Hepcat) Right on Time, 1998
- (con Rancid) Life Won't Wait, 1998
- (con Royal Crown Revue) Contender, 1998